# 淡紅沸石
淡紅沸石（英語：Stellerite）是一種稀有礦物，由德國探險家和動物學家發現並以自己的姓氏來命名。與大多數稀有礦物一樣，淡紅沸石的商業用途很少。對於礦物收藏家來說能夠找到完整晶體是非常幸運的。沸石族礦物（包括淡紅沸石）都有被拿來研究透過脫水過程，來評估其相作為分子篩、吸附劑和催化劑的潛在用途。
淡紅沸石的化學式為Ca
4(Si
28Al
8)O
72 · 28H2O，無論是化學成分還是物理外觀都和輝沸石-Ca很接近，因此兩者也容易混淆。不過比起輝沸石-Ca，淡紅沸石更常出現圓形輻射晶簇或單晶，並且較為透明。

## 光學特性
淡紅沸石是一種各向異性的礦物，也就是當光穿過該礦物晶體時會因為方向的不同而有不同的特性（例如：折射率），也因為淡紅沸石為雙光軸晶礦物，所以具有三個不同的折射率。

## 產地
淡紅沸石常因為熱液作用而生長在噴出岩的氣孔和破裂面中。經典的產地有俄羅斯科曼多爾群島的梅德內島（由史特勒發現，並且為標準地點）、白令海地區以及俄羅斯西伯利亞的克利奇卡。在美國則有俄勒岡州格蘭特郡的Ritter温泉、紐約州羅克蘭郡Hook山以及紐澤西州尤寧郡的凡伍德。在澳大利亞新南威爾士州Gunnedah周圍以及維多利亞州Harcourt、Dookie和Corop都有大晶體發現的紀錄。在台灣海岸山脈都巒山層的安山岩中也有淡紅沸石產出的紀錄。